# Philip Reinagle
Philip Reinagle (Edimburgo, Reino de Gran Bretaña, 1749-Londres, 27 de noviembre de 1833) fue un pintor inglés, naturalista de animales, vegetales, y paisajes.

## Biografía
En 1769 ingresó en las Escuelas de la Royal Academy y más tarde se convirtió en un alumno de Allan Ramsay (1713–1784), a quien ayudó en los numerosos retratos de Jorge III y de la Reina Carlota. Exhibió primero en la Real Academia en 1773, enviando retratos casi exclusivamente hasta 1785, cuando el trabajo monótono de producir réplicas de retratos reales, parece que le disgustaron, y le llevó a abandonarla por la pintura de historia natural. Se convirtió en un gran éxito por su tratamiento artístico de perros deportivos, especialmente spaniels, aves, y de animales sacrificados. En 1787, sin embargo, envió a la Academia una Vista tomada desde Brackendale Hill, Norfolk, y desde ese momento sus obras exponían principalmente paisajes. 
En 1787, fue elegido socio de la Real Academia, pero no se convirtió en un académico hasta 1812, cuando presentó como su diploma de imagen Un águila y un buitre disputando con una hiena. Igualmente expuso con frecuencia en la British Institution.
Reinagle también fue un copista de los maestros holandeses, reproduciendo las piezas de ganado y los paisajes de Paul Potter, Jacob Ruysdael, Hobbema, Berchem, Wouwerman, Adnaan van de Velde, Karel Dujardin, y otros que también tuvo a menudo sus originales.  También hizo algunos de los dibujos de Robert John Thornton en New Illustration of the Sexual System of Linnaeus, 1799-1807,  y para su Philosophy of Botany, 1809-10 ;  y sus mejores dibujos fueron ilustraciones de libros de perros para William Taplin Sportsman's Cabinet, 1803, que fueron grabadas admirablemente por John Scott.
Reinagle falleció en 5 York Place, Chelsea, Londres, el 27 de noviembre de 1833, a los 84. Un dibujo de él en Fox-hunting the Death ( La caza del zorro de la Muerte), está en la colección del Museo Victoria y Alberto. Una de sus hijas Frances Arabella se casó con John Levett-Yeats,  nieto del empresario inglés y horticultor Francis Levett.  Y su hijo Ramsay Richard Reinagle, también fue un artista, y siguió el estilo paterno.